# Torre de Don Miguel
Torre de Don Miguel là một đô thị trong tỉnh Cáceres, Extremadura, Tây Ban Nha. Theo điều tra dân số 2005 (INE), đô thị này có dân số là 612 người.
40°13′B 6°34′T / 40,217°B 6,567°T